# Clinograptis ogmodes
Clinograptis ogmodes är en fjärilsart som beskrevs av Edward Meyrick 1932. Clinograptis ogmodes ingår i släktet Clinograptis och familjen äkta malar. Inga underarter finns listade i Catalogue of Life.